# ديف شو
ديف شو (بالإنجليزية: David Shaw)‏ هو طيار أسترالي، ولد في 20 يوليو 1954، وتوفي في 8 يناير 2005.